# Équipe d'Inde de football
Cet article traite de l'équipe masculine. Pour l'équipe féminine, voir Équipe d'Inde féminine de football.
Maillots
Actualités
L'équipe d'Inde de football est affiliée à la Fédération d'Inde de football et à la FIFA depuis 1948.

## Histoire

### Les débuts de l’Inde
L’équipe d'Inde de football (India national football team / भारत फुटबॉल संघ). La Fédération d'Inde de football (All India Football Federation / अखिल भारतीय फुटबॉल महासंघ) est fondée en 1937. Le pays fut indépendant du Royaume-Uni depuis le 15 août 1947. La fédération est affiliée à la FIFA depuis 1948. Ce grand pays, par le nombre d'habitants et sa superficie, n'a jamais pu se qualifier pour une phase finale de Coupe du monde. Le premier match officiel de l’Inde en tant que nation indépendante fut joué le 31 juillet 1948, à Londres, contre la France (olympique), qui se solda par une défaite indienne sur le score de 2 buts à 1 malgré le but de Sarangapani Raman, alors que ce match n’est pas comptabilisé du côté français, dans le cadre des Jeux olympiques de Londres en 1948. L’équipe d'Inde ne participe pas aux trois premières Coupes du monde car elle n’est pas affiliée à la FIFA.

### L’épisode de la Coupe du monde 1950
En 1950, l’équipe d'Inde devait prendre part à la quatrième Coupe du monde au Brésil, à la suite de sa victoire sans jouer dans les qualifications en Asie, consécutivement au forfait des trois autres participants : la Birmanie, les Philippines et l'Indonésie. Mais elle finit par déclarer forfait pour plusieurs raisons : coût du voyage jusqu'au Brésil et coût des transports une fois sur place, manque de préparation de l'équipe, manque d'intérêt pour cette compétition au regard de celle des Jeux olympiques. De plus, la FIFA lui avait refusé le droit de jouer pieds nus, ce qu'elle avait pu faire lors de sa participation aux Jeux olympiques de Londres en 1948, cette raison étant mise en avant dans l'explication du forfait même si elle n'était pas la plus prépondérante,. Elle aurait dû tomber dans le groupe C de l’Italie, du Paraguay et de la Suède.

### De 1950 à 1964
La Fédération d'Inde de football est membre de l'AFC depuis 1954. La plus large défaite de l’équipe d'Inde fut enregistrée le 16 septembre 1955 à Moscou, contre l’URSS, qui se solda par un score sans appel de 11 buts à 1. À la Coupe d’Asie 1960, elle est battue au premier tour par l’Iran, le Pakistan et Israël. La plus large victoire de l‘Inde fut enregistrée le 7 décembre 1963 (selon le site officiel de la fédération indienne de football) ou le 17 décembre 1963 (selon source en français), à Bangalore, contre sa voisine, le Sri Lanka, qui se solda par un score de 7 buts à 0. De 1954 à 1962, elle ne participe pas aux éliminatoires de la Coupe du monde.

### La Coupe d’Asie 1964, la meilleure performance de l’Inde
À la Coupe d’Asie 1964, l’équipe d'Inde fut finaliste, derrière Israël, devant la Corée du Sud et Hong-Kong, avec deux victoires contre la Corée du Sud (2-0, buts de K. Appalaraju et d’Inder Singh) et Hong-Kong (3-1, buts d’Inder Singh, de Chuni Goswami et de Sukumar Samajapati) et une défaite contre Israël (0-2), ce qui constitue la meilleure performance de l’Inde au niveau continental.

### De 1964 à 1984
De 1966 à 1982, l’équipe d'Inde ne participe pas aux éliminatoires de la Coupe du monde. À la Coupe d’Asie 1984, elle termine dernière lors du premier tour, avec un seul match nul contre l’Iran (0-0) et trois défaites contre la Chine, Singapour et les Émirats arabes unis.

### De 1984 à 2002
Pour les éliminatoires de la Coupe du monde 1986, l’équipe d'Inde termina deuxième au premier tour derrière l’Indonésie mais devant la Thaïlande et le Bangladesh, avec deux victoires, 3 matchs nuls et une défaite, 7 buts marqués contre 6 encaissés, insuffisant pour se qualifier pour le tour suivant. Elle ne participe pas aux éliminatoires de la Coupe du monde 1990. Pour la Coupe du monde 1994, elle est battue au premier tour par le Liban, Hong-Kong, Bahreïn et la Corée du Sud, ne gagnant qu’une seule fois contre Hong-Kong et faisant un seul match nul contre le Liban. Pour la Coupe du monde 1998, elle est battue au premier tour par le Sri Lanka et le Qatar, mais elle termine devant les Philippines. Pour la Coupe du monde 2002, elle est battue au premier tour par les Émirats arabes unis et par le Yémen tout en étant devant Brunei. Elle remporta aussi le Championnat d'Asie du Sud dit SAFF Championship 3 fois : en 1993 contre le Sri Lanka, en 1997 contre les Maldives et en 1999 contre le Bangladesh (2-0, buts de Bruno Coutinho et de Baichung Bhutia), fut finaliste en 1995 (battue par le Sri Lanka).

### Depuis 2002
Pour la Coupe du monde 2006, l’équipe d'Inde est battue au premier tour des éliminatoires par le Japon et Oman tout en étant devant Singapour. Elle remporta aussi le Championnat d'Asie du Sud dit SAFF Championship en 2005 contre le Bangladesh (2-0, buts de Baichung Bhutia et de Mehrajuddin Wadoo) et fut finaliste en 2008 (battue par les Maldives). L’Inde remporta à domicile la Coupe Nehru 2007, en battant en finale la Syrie (1-0, but de Naduparampil Pappachen Pradeep). Elle s’est qualifiée pour la Coupe d’Asie 2011, en gagnant l'AFC Challenge Cup 2008, grâce à sa victoire en finale contre le Tadjikistan (4-1, triplé de Baichung Bhutia et but de Sunil Chhetri). Lors de la Coupe d’Asie 2011, l'Inde n'est pas épargnée par le tirage au sort puisqu'elle est placée dans le groupe C, avec Australie, la Corée du Sud et Bahreïn. Elle perd sans surprise ses trois matchs et finit à la dernière place du groupe, avec 3 buts inscrits pour 13 encaissés, synonyme d'élimination au premier tour.
Pour la Coupe du monde 2010, l’équipe d'Inde est battue au premier tour des éliminatoires par le Liban (1-4, 2-2). Pour la Coupe du monde 2014, l’équipe d'Inde est battue au deuxième tour des éliminatoires par les Émirats arabes unis (0-3, 2-2).
Elle remporte par ailleurs les éditions 2009, 2011, 2015, 2021 et 2023 du Championnat d'Asie du Sud, ce qui fait d'elle la nation la plus titrée du sous-continent indien avec huit titres obtenus. A noter que l'Inde a toujours atteint au minimum la finale lors de chacune des éditions du tournoi (à l'exception de 2003 où elle a terminé troisième de la compétition, éliminée en demi-finale par le Bangladesh, pays hôte et futur vainqueur). L'Inde s'impose aussi lors des éditions 2009 et 2012 de la Coupe Nehru.
Lors du premier tour des éliminatoires pour la Coupe du monde 2018, l'Inde se défait du Népal (2-0, 0-0) et accède au deuxième tour. Elle est placée dans le groupe D avec Oman, l'Iran, Guam et le Turkménistan et finit à la dernière place du groupe avec une seule victoire, à domicile contre Guam (1-0). Ce maigre bilan contraint la sélection à disputer le 1er tour de barrages (en) en vue d'une qualification pour le 3e tour qualificatif pour la Coupe d'Asie des nations 2019 (en). L'Inde affronte lors de ce tour de barrages le Laos, qu'elle bat à l'extérieur (1-0) puis de nouveau à domicile sur un score fleuve quelques jours plus tard (6-1). L'Inde accède donc au 3e tour (en) et tombe dans le groupe A (en), aux côtés du Kirghizistan, de la Birmanie et de Macao. Le 11 octobre 2017, à deux journées de la fin des éliminatoires, l'Inde décroche une quatrième victoire en quatre matchs, à domicile face à Macao (4-1) et se qualifie pour la Coupe d'Asie des nations 2019 ; le pays disputera donc la quatrième phase finale continentale de son histoire.
Placée dans le groupe A de la Coupe d'Asie 2019, l'Inde effectue plusieurs matchs amicaux encourageants mettant en lumière les progrès de la sélection contre des adversaires pourtant plus forts sur le papier (matchs nuls 0-0 à l'extérieur et sur terrain neutre respectivement contre la Chine et Oman, courte défaite 1-2 en Jordanie) puis signe un démarrage idoine en écrasant la Thaïlande (4-1) avec notamment un doublé de Sunil Chhetri,; mais elle s'incline ensuite contre les Émirats arabes unis (0-2) puis contre Bahreïn (0-1),,. Lors du dernier match contre les Bahreïnis, alors qu'elle tenait le point du match nul, synonyme de deuxième place du groupe et de qualification en huitièmes de finale, jusqu'à la 91e minute ; elle encaisse l'unique but du match sur un pénalty transformé par Jamal Rashid (en). À la suite de ce revers frustrant, synonyme de dernière place du groupe et d'élimination au premier tour, Stephen Constantine annonce sa démission.
La sélection enchaîne ensuite des performances irrégulières, puisque l'Inde s'incline lors de l'édition 2019 de la King's Cup (en) contre le Curaçao (1-3) tout en battant quelques mois après la Coupe d'Asie 2019 l'hôte thaïlandais (1-0) lors de la petite finale du tournoi. Puis l'Inde déçoit lors de la Hero Intercontinental Cup 2019 (en) qu'elle organise, en terminant dernière de son groupe avec un match nul (1-1 contre la Syrie lors de la dernière journée des phases de poules) et deux défaites contre les deux équipes les plus faibles du tournoi (2-4 contre le Tadjikistan en ouverture après avoir pourtant mené 2-0 à la mi-temps et 2-5 contre la Corée du Nord qui restait pourtant sur plusieurs lourdes défaites toutes compétitions confondues). Cette irrégularité, qui avait coûté à l'Inde sa qualification pour la phase à élimination directe de la Coupe d'Asie 2019, est à nouveau à l'oeuvre lors du deuxième tour des éliminatoires de la Coupe du monde 2022, où elle est placée dans le groupe E en compagnie du Qatar, d'Oman, du Bangladesh et de l'Afghanistan. Le 5 septembre 2019, l'Inde subit un revers frustrant à domicile (1-2) face à Oman, ayant mené tout au long du match à la suite de l'ouverture du score de Sunil Chhetri (24e minute) mais ayant encaissé les deux buts fatidiques dans les dix dernières minutes de la partie, le deuxième but dans les arrêts de jeu du match. Cependant, les Tigres Bleus créent la sensation cinq jours plus tard en allant tenir en échec le récent champion d'Asie qatari en titre (0-0) à Doha, se montrant intraitables défensivement. Alors qu'elle a l'occasion de lancer véritablement sa campagne qualificative le 15 octobre 2019 avec la venue à Calcutta du Bangladesh, l'équipe la plus faible du groupe, l'Inde retombe dans ses travers et est contraint au match nul (1-1), échappant à la défaite grâce à une égalisation tardive d'Adil Khan (en) (88e minute) répondant à l'ouverture du score en fin de première mi-temps (42e minute) du Bengali Saad Uddin (en). Elle termine finalement 3e après avoir battu le Bangladesh au retour 2-0, puis fait un match nul face à l'Afghanistan, ce qui lui permet d'accéder pour les qualifications de la Coupe d'Asie 2023. Durant cette campagne qualificative, les hommes d'Igor Štimac auront fait preuve de solidité défensive, en ne perdant aucune de leurs trois rencontres par plus d'un but d'écart (y compris lors du match retour contre les champions d'Asie qataris malgré un carton rouge précoce), mais pourront regretter le déroulement de certaines rencontres qui leur tendaient les bras, comme lors du premier tour de la Coupe d'Asie 2019.
Lors du troisième tour des éliminatoires de la Coupe d'Asie 2023, l'Inde est la nation hôte du groupe D et a l'avantage de disputer ses trois rencontres à domicile contre des adversaires abordables (Afghanistan, Cambodge et Hong Kong). Elle remporte chacune de ses rencontres (2-0 face au Cambodge, 2-1 face à l'Afghanistan et 4-0 contre Hong Kong) avec un Sunil Chhetri buteur à chaque match et signe une deuxième qualification consécutive pour la phase finale, une première dans son histoire puisque l'Inde n'avait jamais réussi à enchaîner deux phases finales consécutives.
À l'approche de la Coupe d'Asie de l'AFC 2023, l'Inde est la seule équipe nationale à n'avoir disputé aucun match amical en guise de préparation. L'Inde a perdu tous ses matches de la phase de groupes contre l'Australie (0-2), l'Ouzbékistan (0-3) et la Syrie (0-1), sans marquer le moindre but.

## Palmarès
- Championnat d'Asie du Sud
  - Vainqueur en 1993, 1997, 1999, 2005, 2009, 2011, 2015, 2021 et 2023
  - Finaliste en 1995, 2008, 2013 et 2018
- Coupe Nehru
  - Vainqueur en 2007, 2009 et 2012
- Coupe intercontinentale
  - Vainqueur en 2018 et 2023
- Millenium Super Soccer Cup
  - 1er tour en 2001
- AFC Challenge Cup
  - Vainqueur en 2008

### Classement FIFA
| Année              | 1993 | 1994 | 1995 | 1996 | 1997 | 1998 | 1999 | 2000 | 2001 | 2002 | 2003 | 2004 | 2005 | 2006 | 2007 | 2008 | 2009 | 2010 | 2011 | 2012 | 2013 | 2014 | 2015 | 2016 | 2017 | 2018 | 2019 | 2020 | 2021 | 2022 | 2023 | 2024 |
| ------------------ | ---- | ---- | ---- | ---- | ---- | ---- | ---- | ---- | ---- | ---- | ---- | ---- | ---- | ---- | ---- | ---- | ---- | ---- | ---- | ---- | ---- | ---- | ---- | ---- | ---- | ---- | ---- | ---- | ---- | ---- | ---- | ---- |
| Classement mondial | 100  | 109  | 121  | 120  | 112  | 110  | 106  | 122  | 121  | 127  | 127  | 132  | 127  | 157  | 143  | 143  | 134  | 142  | 162  | 166  | 154  | 171  | 166  | 135  | 105  | 97   | 108  | 104  | 104  | 106  | 102  | 126  |

### Parcours dans les compétitions internationales

#### Coupe du monde
| Année | Position      |      | Année         | Position |               | Année | Position |
| 1930  | Non inscrite  | 1974 | Non qualifiée | 2010     | Non qualifiée |       |          |
| 1934  | Non inscrite  | 1978 | Non qualifiée | 2014     | Non qualifiée |       |          |
| 1938  | Non inscrite  | 1982 | Non qualifiée | 2018     | Non qualifiée |       |          |
| 1950  | Forfait       | 1986 | Non qualifiée | 2022     | Non qualifiée |       |          |
| 1954  | Non qualifiée | 1990 | Non qualifiée | 2026     | Non qualifiée |       |          |
| 1958  | Non qualifiée | 1994 | Non qualifiée | 2030     | À venir       |       |          |
| 1962  | Non qualifiée | 1998 | Non qualifiée | 2034     | À venir       |       |          |
| 1966  | Non qualifiée | 2002 | Non qualifiée |          |               |       |          |
| 1970  | Non qualifiée | 2006 | Non qualifiée |          |               |       |          |

#### Coupe d'Asie des nations
| Année | Position      |      | Année         | Position |                        | Année | Position |
| 1956  | Non inscrite  | 1984 | 1er tour      | 2011     | 1er tour               |       |          |
| 1960  | Non qualifiée | 1988 | Non qualifiée | 2015     | Non qualifiée          |       |          |
| 1964  | Finaliste     | 1992 | Non qualifiée | 2019     | 1er tour               |       |          |
| 1968  | Non qualifiée | 1996 | Non qualifiée | 2023     | 1er tour               |       |          |
| 1972  | Non inscrite  | 2000 | Non qualifiée | 2027     | Éliminatoires en cours |       |          |
| 1976  | Non inscrite  | 2004 | Non qualifiée |          |                        |       |          |
| 1980  | Non inscrite  | 2007 | Non qualifiée |          |                        |       |          |

## Sélectionneurs
| Sélectionneur                                | Année     | Match | Victoires | Nuls | Défaites | victoire en % |
| -------------------------------------------- | --------- | ----- | --------- | ---- | -------- | ------------- |
| Balaidas Chatterjee                          | 1948      | 1     | 0         | 0    | 1        | 0             |
| Syed Abdul Rahim                             | 1950-1963 | 42    | 26        | 3    | 13       | 61,9          |
| Harry Wright                                 | 1963-1964 | 7     | 5         | 1    | 1        | 71,4          |
| Aucun sélectionneur permanent de 1964 à 1972 |           |       |           |      |          |               |
| Pradip Banerjee                              | 1972-1981 | 40    | 11        | 5    | 24       | 27,5          |
| Bob Bootland                                 | 1982      | 13    | 2         | 5    | 6        | 15,4          |
| Joe Kinnear                                  | 1983      | 13    | 4         | 0    | 9        | 30,8          |
| Milovan Ćirić                                | 1984-1985 | 11    | 2         | 4    | 5        | 18,2          |
| Pradip Banerjee                              | 1985      | 2     | 2         | 0    | 0        | 100           |
| Syed Nayeemuddin                             | 1986      | 6     | 0         | 1    | 5        | 0             |
| Amal Dutta                                   | 1987-1988 | 8     | 2         | 3    | 3        | 25            |
| József Gelei                                 | 1989-1991 | 6     | 2         | 2    | 2        | 33,3          |
| Jiří Pešek                                   | 1993-1994 | 22    | 5         | 6    | 11       | 22,7          |
| Rustam Akhramov                              | 1995-1997 | 20    | 7         | 5    | 8        | 35            |
| Syed Nayeemuddin                             | 1997-1998 | 8     | 1         | 1    | 6        | 12,5          |
| Sukhwinder Singh                             | 1998-2001 | 24    | 11        | 5    | 8        | 45,8          |
| Stephen Constantine                          | 2002-2005 | 21    | 6         | 5    | 10       | 28,6          |
| Sukhwinder Singh                             | 2005      | 5     | 1         | 1    | 3        | 20            |
| Syed Nayeemuddin                             | 2005-2006 | 8     | 4         | 2    | 2        | 50            |
| Bob Houghton                                 | 2006-2011 | 45    | 20        | 5    | 20       | 44,4          |
| Armando Colaco                               | 2011      | 6     | 1         | 2    | 3        | 16,7          |
| Savio Medeira                                | 2011-2012 | 15    | 5         | 2    | 8        | 33,3          |
| Wim Koevermans                               | 2012-2014 | 20    | 7         | 5    | 8        | 35            |
| Stephen Constantine                          | 2015-2019 | 42    | 23        | 6    | 13       | 47            |
| Igor Štimac                                  | 2019-2024 | 52    | 16        | 17   | 19       | 30,76         |
| Manolo Márquez                               | 2024-2025 | 8     | 1         | 4    | 3        | 12,5          |
| Khalid Jamil                                 | 2025-     | 0     | 0         | 0    | 0        | 0             |

## Les 8 meilleurs buteurs
| Rang | Joueur                  |  | Buts | Sél. | Première sélection | Dernière sélection |
| ---- | ----------------------- |  | ---- | ---- | ------------------ | ------------------ |
| 1    | Sunil Chhetri           |  | 95   | 155  | 2005               | (en activité)      |
| 2    | Pradip Kumar Banerjee   |  | 65   | 84   | 1952               | 1967               |
| 3    | Inivalappil Mani Vijaya |  | 40   | 72   | 1989               | 2004               |
| 4    | Baichung Bhutia         |  | 40   | 104  | 1995               | 2011               |
| 5    | Shabbir Ali             |  | 35   | 110  | 1974               | 1984               |
| 6    | Vasanth Divy            |  | 34   | 35   | 2003               | 2009               |
| 7    | Gurdev Singh Gill       |  | 10   | 109  | 1970               | 1979               |
| 8    | Jeje Lalpekhlua         |  | 9    | 28   | 2011               | (en activité)      |

## Joueurs marquants
- Jo Paul Ancheri
- Baichung Bhutia
- Sunil Chhetri
- Vasanth Divy
- Deepak Kumar Mondal
- V.P. Sathyan
- Tomba Singh
- I.M. Vijayan

## Les adversaires de l'Inde de 1938 à aujourd'hui
| Pays                       | J  | G  | N  | P  | Bp | Bc | Diff | Premier match                          | Dernier match                         |
| -------------------------- | -- | -- | -- | -- | -- | -- | ---- | -------------------------------------- | ------------------------------------- |
| Afghanistan                | 17 | 10 | 5  | 2  | 36 | 13 | 23   | 21/08/1941 (3-1) à Kaboul              | 26/03/2024 (1-2) à Guwahati           |
| Allemagne de l'Est         | 1  | 0  | 0  | 1  | 0  | 5  | -5   | 22/01/1986 (0-5) à Thiruvananthapuram  |                                       |
| Arabie saoudite            | 3  | 0  | 0  | 3  | 1  | 11 | -10  | 28/11/1982 (0-1) à New Delhi           | 06/09/2006 (1-7) à Djeddah            |
| Argentine                  | 1  | 0  | 0  | 1  | 0  | 1  | -1   | 14/01/1984 (0-1) à Calcutta            |                                       |
| Australie                  | 8  | 2  | 1  | 5  | 23 | 25 | -2   | 03/09/1938 (3-5) à Sydney              | 13/01/2024 (0-2) à Al Rayyan          |
| Bahreïn                    | 7  | 0  | 1  | 6  | 4  | 16 | -12  | 13/06/1982 (0-0) à Séoul               | 23/03/2022 (1-2) à Muharraq           |
| Bangladesh                 | 27 | 12 | 12 | 3  | 37 | 19 | 18   | 12/12/1978 (3-0) à Bangkok             | 25/03/2025 (0-0) à Shillong           |
| Bhoutan                    | 6  | 6  | 0  | 0  | 19 | 1  | 18   | 23/12/1985 (3-0) à Dacca               | 13/08/2016 (3-0) à Thimphou           |
| Biélorussie                | 1  | 0  | 0  | 1  | 0  | 3  | -3   | 26/03/2022 (0-3) à Riffa               |                                       |
| Birmanie                   | 19 | 7  | 3  | 9  | 25 | 39 | -14  | 01/12/1952 (4-0) à Colombo             | 22/03/2023 (1-0) à Imphāl             |
| Brunei                     | 2  | 2  | 0  | 0  | 6  | 0  | 6    | 12/05/2001 (1-0) à Bandar Seri Begawan | 20/05/2001 (5-0) à Bangalore          |
| Bulgarie                   | 3  | 0  | 0  | 3  | 0  | 8  | -8   | 07/12/1956 (0-3) à Melbourne           | 25/01/1988 (0-3) à Siliguri           |
| Cambodge                   | 6  | 5  | 0  | 1  | 19 | 5  | 14   | 27/08/1964 (4-0) à Kuala Lumpur        | 08/06/2022 (2-0) à Calcutta           |
| Cameroun                   | 2  | 0  | 2  | 0  | 3  | 3  | 0    | 24/01/1993 (1-1) à Madras              | 30/01/1993 (2-2) à Madras             |
| Chine                      | 13 | 0  | 5  | 8  | 6  | 23 | -17  | 17/06/1956 (0-1) à New Delhi           | 13/10/2018 (0-0) à Suzhou             |
| Corée du Nord              | 6  | 0  | 1  | 5  | 5  | 17 | -12  | 05/09/1974 (1-4) à Téhéran             | 13/07/2019 (2-5) à Ahmedabad          |
| Corée du Sud               | 20 | 3  | 2  | 15 | 11 | 48 | -37  | 31/05/1958 (1-3) à Tokyo               | 18/01/2011 (1-4) à Doha               |
| Curaçao                    | 1  | 0  | 0  | 1  | 1  | 3  | -2   | 05/06/2019 (1-3) à Buriram             |                                       |
| Danemark                   | 1  | 0  | 1  | 0  | 1  | 1  | 0    | 01/02/1987 (1-1) à Kozhikode           |                                       |
| Émirats arabes unis        | 11 | 2  | 1  | 8  | 6  | 27 | -21  | 05/09/1981 (2-0) à Kuala Lumpur        | 29/03/2021 (0-6) à Dubaï              |
| Fidji                      | 2  | 0  | 0  | 2  | 1  | 3  | -2   | 12/08/2005 (0-1) à Lautoka             | 14/08/2005 (1-2) à Suva               |
| Finlande                   | 2  | 0  | 1  | 1  | 0  | 2  | -2   | 20/01/1993 (0-0) à Madras              | 26/01/1993 (0-2) à Madras             |
| France                     | 1  | 0  | 0  | 1  | 1  | 2  | -1   | 31/07/1948 (1-2) à Londres             |                                       |
| Ghana                      | 1  | 0  | 0  | 1  | 0  | 1  | -1   | 09/08/1982 (0-1) à Kuala Lumpur        |                                       |
| Guam                       | 3  | 2  | 0  | 1  | 6  | 2  | 4    | 04/03/2013 (4-0) à Rangoun             | 12/11/2015 (1-0) à Bangalore          |
| Guyana                     | 1  | 0  | 0  | 1  | 1  | 2  | -1   | 24/08/2011 (1-2) à Georgetown          |                                       |
| Hong Kong                  | 17 | 8  | 4  | 5  | 36 | 21 | 15   | 29/05/1958 (5-2) à Tokyo               | 10/06/2025 (0-1) à Hong Kong          |
| Hongrie                    | 4  | 0  | 0  | 4  | 3  | 9  | -6   | 25/03/1983 (1-2) à Cochin              | 17/01/1991 (1-2) à Thiruvananthapuram |
| Indonésie                  | 20 | 8  | 2  | 10 | 32 | 39 | -7   | 06/03/1951 (3-0) à New Delhi           | 03/06/2004 (1-1) à Jakarta            |
| Irak                       | 7  | 0  | 3  | 4  | 4  | 13 | -9   | 03/09/1974 (0-3) à Téhéran             | 07/09/2023 (2-2) à Chiang Mai         |
| Iran                       | 13 | 3  | 1  | 9  | 7  | 26 | -19  | 11/03/1951 (1-0) à New Delhi           | 24/03/2016 (0-4) à Téhéran            |
| Israël                     | 4  | 0  | 0  | 4  | 2  | 8  | -6   | 08/12/1959 (1-3) à Cochin              | 28/03/1972 (0-1) à Rangoun            |
| Islande                    | 1  | 0  | 0  | 1  | 0  | 3  | -3   | 13/01/2001 (0-3) à Cochin              |                                       |
| Italie                     | 2  | 0  | 0  | 2  | 0  | 2  | -2   | 21/02/1982 (0-1) à Calcutta            | 19/03/1983 (0-1) à Cochin             |
| Jamaïque                   | 2  | 0  | 1  | 1  | 0  | 3  | -3   | 29/08/2002 (0-3) à Watford             | 01/09/2002 (0-0) à Wolverhampton      |
| Japon                      | 16 | 4  | 1  | 11 | 15 | 39 | -24  | 03/05/1954 (3-2) à Manille             | 11/10/2006 (0-3) à Bangalore          |
| Jordanie                   | 2  | 0  | 0  | 2  | 1  | 4  | -3   | 17/11/2018 (1-2) à Amman               | 28/05/2022 (0-2) à Doha               |
| Kenya                      | 2  | 2  | 0  | 0  | 5  | 0  | 5    | 04/06/2018 (3-0) à Bombay              | 10/06/2018 (2-0) à Bombay             |
| Kirghizistan               | 5  | 4  | 0  | 1  | 9  | 3  | 6    | 26/08/2007 (3-0) à New Delhi           | 28/03/2023 (2-0) à Imphāl             |
| Koweït                     | 7  | 2  | 3  | 2  | 8  | 19 | -11  | 16/12/1978 (1-6) à Bangkok             | 06/06/2024 (0-0) à Calcutta           |
| Laos                       | 2  | 2  | 0  | 0  | 7  | 1  | 6    | 02/06/2016 (1-0) à Vientiane           | 07/06/2016 (6-1) à Guwahati           |
| Liban                      | 9  | 1  | 4  | 4  | 8  | 12 | -4   | 07/05/1993 (2-2) à Beyrouth            | 10/09/2023 (0-1) à Chiang Mai         |
| Macao                      | 2  | 2  | 0  | 0  | 6  | 1  | 5    | 05/09/2017 (2-0) à Taipa               | 11/10/2017 (4-1) à Bangalore          |
| Malaisie                   | 27 | 9  | 8  | 10 | 37 | 47 | -10  | 04/09/1959 (1-1) à Kuala Lumpur        | 18/11/2024 (1-1) à Hyderabad          |
| Maldives                   | 18 | 14 | 2  | 2  | 41 | 14 | 27   | 23/11/1987 (5-0) à Calcutta            | 19/03/2025 (3-0) à Shillong           |
| Maroc                      | 1  | 0  | 0  | 1  | 0  | 1  | -1   | 31/01/1985 (0-1) à Cochin              |                                       |
| Maurice                    | 2  | 1  | 1  | 0  | 2  | 1  | 1    | 19/08/2017 (2-1) à Bombay              | 03/09/2024 (0-0) à Hyderabad          |
| Mongolie                   | 1  | 1  | 0  | 0  | 2  | 0  | 2    | 09/06/2023 (2-0) à Bhubaneswar         |                                       |
| Namibie                    | 1  | 1  | 0  | 0  | 2  | 0  | 2    | 15/09/2010 (2-0) à New Delhi           |                                       |
| Népal                      | 23 | 17 | 5  | 1  | 42 | 9  | 33   | 21/12/1985 (2-0) à Dacca               | 24/06/2023 (2-0) à Bangalore          |
| Nouvelle-Zélande           | 2  | 0  | 1  | 1  | 1  | 2  | -1   | 01/09/1981 (0-0) à Kuala Lumpur        | 07/06/2018 (1-2) à Bombay             |
| Oman                       | 10 | 0  | 3  | 7  | 6  | 23 | -17  | 21/09/1994 (1-4) à Doha                | 25/03/2021 (1-1) à Dubaï              |
| Ouzbékistan                | 4  | 0  | 0  | 4  | 3  | 10 | -7   | 09/12/1998 (0-2) à Bangkok             | 18/01/2024 (0-3) à Al Rayyan          |
| Pakistan                   | 27 | 16 | 8  | 3  | 42 | 19 | 23   | 23/03/1952 (0-0) à Colombo             | 21/06/2023 (4-0) à Bangalore          |
| Palestine                  | 2  | 0  | 0  | 2  | 4  | 7  | -3   | 06/02/2013 (2-4) à Cochin              | 06/10/2014 (2-3) à Siliguri           |
| Pérou                      | 1  | 0  | 0  | 1  | 0  | 1  | -1   | 30/01/1986 (0-1) à Thiruvananthapuram  |                                       |
| Philippines                | 4  | 2  | 1  | 1  | 8  | 4  | 4    | 16/08/1971 (5-1) à Kuala Lumpur        | 15/11/2013 (1-1) à Siliguri           |
| Pologne                    | 2  | 0  | 1  | 1  | 2  | 3  | -1   | 11/01/1984 (1-2) à Calcutta            | 28/01/1988 (1-1) à Siliguri           |
| Porto Rico                 | 1  | 1  | 0  | 0  | 4  | 1  | 3    | 03/09/2016 (4-1) à Bombay              |                                       |
| Qatar                      | 6  | 1  | 1  | 4  | 3  | 13 | -10  | 27/09/1996 (0-6) à Doha                | 11/06/2024 (1-2) à Doha               |
| Saint-Christophe-et-Niévès | 1  | 0  | 1  | 0  | 1  | 1  | 0    | 24/08/2017 (1-1) à Bombay              |                                       |
| Singapour                  | 12 | 4  | 2  | 6  | 12 | 15 | -3   | 31/08/1959 (2-0) à Kuala Lumpur        | 24/09/2022 (1-1) à Hô Chi Minh-Ville  |
| Sri Lanka                  | 19 | 12 | 5  | 2  | 32 | 13 | 19   | 01/12/1952 (2-0) à Colombo             | 07/10/2021 (0-0) à Malé               |
| Sud-Vietnam                | 11 | 7  | 2  | 2  | 19 | 12 | 7    | 06/09/1959 (2-2) à Kuala Lumpur        | 10/08/1973 (1-1) à Kuala Lumpur       |
| Suriname                   | 2  | 0  | 0  | 2  | 3  | 10 | -7   | 15/06/1984 (2-6) à Paramaribo          | 17/06/1984 (1-4) à Paramaribo         |
| Syrie                      | 8  | 2  | 2  | 4  | 7  | 11 | -4   | 23/08/2007 (2-3) à New Delhi           | 09/09/2024 (0-3) à Hyderabad          |
| Tadjikistan                | 5  | 1  | 1  | 3  | 7  | 11 | -4   | 01/08/2008 (1-1) à Hyderabad           | 07/07/2019 (2-4) à Ahmedabad          |
| Taipei chinois             | 8  | 5  | 2  | 1  | 17 | 5  | 12   | 17/08/1966 (1-0) à Kuala Lumpur        | 01/06/2018 (5-0) à Bombay             |
| Thaïlande                  | 23 | 7  | 5  | 11 | 27 | 37 | -10  | 30/08/1962 (4-1) à Jakarta             | 04/06/2025 (0-2) à Bangkok            |
| Trinité-et-Tobago          | 4  | 1  | 0  | 3  | 3  | 10 | -7   | 09/06/1984 (3-1) à San Fernando        | 21/08/2011 (0-3) à Port-d'Espagne     |
| Turkménistan               | 6  | 1  | 1  | 4  | 7  | 10 | -3   | 07/12/1998 (2-3) à Bangkok             | 29/03/2016 (1-2) à New Delhi          |
| Union soviétique           | 1  | 0  | 0  | 1  | 1  | 11 | -10  | 16/09/1955 (1-11) à Moscou             |                                       |
| Uruguay                    | 1  | 0  | 0  | 1  | 1  | 3  | -2   | 25/02/1982 (1-3) à Calcutta            |                                       |
| Vanuatu                    | 1  | 1  | 0  | 0  | 1  | 0  | 1    | 12/06/2023 (1-0) à Bhubaneswar         |                                       |
| Vietnam                    | 4  | 1  | 1  | 2  | 5  | 7  | -2   | 24/08/2004 (1-2) à Hô Chi Minh-Ville   | 12/10/2024 (1-1) à Nam Định           |
| Yémen                      | 9  | 1  | 2  | 6  | 12 | 20 | -8   | 12/10/1984 (4-0) à Calcutta            | 13/10/2010 (3-6) à Pune               |
| Yougoslavie                | 2  | 0  | 0  | 2  | 2  | 14 | -12  | 15/07/1952 (1-10) à Helsinki           | 04/12/1956 (1-4) à Melbourne          |
| Zambie                     | 1  | 0  | 0  | 1  | 0  | 5  | -5   | 29/11/2011 (0-5) à Margao              |                                       |

### Match par adversaire
| Date               | Lieu                              | Équipe | Résultat | Adversaire                 |
| ------------------ | --------------------------------- | ------ | -------- | -------------------------- |
| 3 septembre 1938   | Sydney Australie                  | Inde   | 3-5      | Australie                  |
| 31 juillet 1948    | Londres Angleterre                | Inde   | 1-2      | France                     |
| 4 mars 1951        | New Delhi Inde                    | Inde   | 3-0      | Indonésie                  |
| 7 mars 1951        | New Delhi Inde                    | Inde   | 3-0      | Afghanistan                |
| 11 mars 1951       | New Delhi Inde                    | Inde   | 1-0      | Iran                       |
| 15 juillet 1952    | Helsinki Finlande                 | Inde   | 1-10     | Yougoslavie                |
| 1er décembre 1952  | ---                               | Inde   | 4-0      | Birmanie                   |
| Décembre 1952      | ---                               | Inde   | 2-0      | Sri Lanka                  |
| 1er décembre 1953  | ---                               | Inde   | 1-0      | Pakistan                   |
| Décembre 1953      | ---                               | Inde   | 1-0      | Sri Lanka                  |
| Décembre 1953      | ---                               | Inde   | 4-2      | Birmanie                   |
| 3 mai 1954         | Manille Philippines               | Inde   | 3-2      | Japon                      |
| 5 mai 1954         | Manille Philippines               | Inde   | 4-0      | Indonésie                  |
| 18 décembre 1954   | ---                               | Inde   | 3-1      | Pakistan                   |
| Décembre 1954      | ---                               | Inde   | 1-1      | Sri Lanka                  |
| 25 décembre 1954   | ---                               | Inde   | 2-1      | Birmanie                   |
| 16 septembre 1955  | ---                               | Inde   | 1-11     | Union soviétique           |
| 1er décembre 1955  | ---                               | Inde   | 2-1      | Pakistan                   |
| Décembre 1955      | ---                               | Inde   | 4-3      | Sri Lanka                  |
| Décembre 1955      | ---                               | Inde   | 2-1      | Birmanie                   |
| 1er décembre 1956  | Melbourne Australie               | Inde   | 4-2      | Australie                  |
| 4 décembre 1956    | Melbourne Australie               | Inde   | 1-4      | Yougoslavie                |
| 7 décembre 1956    | Melbourne Australie               | Inde   | 0-0      | Bulgarie                   |
| 12 décembre 1956   | ---                               | Inde   | 7-1      | Australie                  |
| 26 mai 1958        | Tokyo Japon                       | Inde   | 3-2      | Birmanie                   |
| 28 mai 1958        | Tokyo Japon                       | Inde   | 2-1      | Indonésie                  |
| 30 mai 1958        | Tokyo Japon                       | Inde   | 5-2      | Hong Kong                  |
| 31 mai 1958        | Tokyo Japon                       | Inde   | 3-1      | Corée du Sud               |
| 1er juin 1958      | Tokyo Japon                       | Inde   | 1-4      | Indonésie                  |
| 31 août 1959       | ---                               | Inde   | 2-0      | Singapour                  |
| 3 septembre 1959   | ---                               | Inde   | 2-0      | Hong Kong                  |
| 4 septembre 1959   | ---                               | Inde   | 1-1      | Malaisie                   |
| 6 septembre 1959   | ---                               | Inde   | 2-2      | Sud-Vietnam                |
| 7 décembre 1959    | Cochin Inde                       | Inde   | 1-0      | Pakistan                   |
| 8 décembre 1959    | Cochin Inde                       | Inde   | 1-3      | Israël                     |
| 11 décembre 1959   | Cochin Inde                       | Inde   | 3-1      | Iran                       |
| 13 décembre 1959   | Cochin Inde                       | Inde   | 0-1      | Pakistan                   |
| 16 décembre 1959   | Cochin Inde                       | Inde   | 1-2      | Israël                     |
| 18 décembre 1959   | Cochin Inde                       | Inde   | 1-2      | Iran                       |
| 26 août 1960       | Aquilla Italie                    | Inde   | 1-2      | Hongrie                    |
| 29 août 1960       | Grosseto Italie                   | Inde   | 1-1      | France                     |
| 1er septembre 1960 | Pescara Italie                    | Inde   | 1-3      | Pérou                      |
| 24 août 1962       | Jakarta Indonésie                 | Inde   | 0-2      | Corée du Sud               |
| 27 août 1962       | Jakarta Indonésie                 | Inde   | 2-0      | Japon                      |
| 30 août 1962       | Jakarta Indonésie                 | Inde   | 4-1      | Thaïlande                  |
| 1er septembre 1962 | Jakarta Indonésie                 | Inde   | 3-2      | Sud-Vietnam                |
| 4 septembre 1962   | Jakarta Indonésie                 | Inde   | 2-1      | Corée du Sud               |
| 27 mai 1964        | Haifa Israel                      | Inde   | 2-0      | Corée du Sud               |
| 29 mai 1964        | Jaffa Israel                      | Inde   | 0-2      | Israël                     |
| 2 juin 1964        | Jaffa Israel                      | Inde   | 3-1      | Hong Kong                  |
| 23 août 1964       | ---                               | Inde   | 0-0      | Corée du Sud               |
| 24 août 1964       | ---                               | Inde   | 1-1      | Malaisie                   |
| 27 août 1964       | ---                               | Inde   | 4-0      | Cambodge                   |
| 29 août 1964       | ---                               | Inde   | 2-1      | Thaïlande                  |
| 1er septembre 1964 | ---                               | Inde   | 2-1      | Corée du Sud               |
| 6 septembre 1964   | ---                               | Inde   | 0-1      | Birmanie                   |
| 19 août 1965       | ---                               | Inde   | 2-2      | Hong Kong                  |
| 21 août 1965       | ---                               | Inde   | 2-0      | Malaisie                   |
| 23 août 1965       | ---                               | Inde   | 0-1      | Corée du Sud               |
| 25 août 1965       | ---                               | Inde   | 2-0      | Sud-Vietnam                |
| 27 août 1965       | ---                               | Inde   | 1-1      | Birmanie                   |
| 28 août 1965       | ---                               | Inde   | 1-1      | Birmanie                   |
| 14 août 1966       | ---                               | Inde   | 2-0      | Hong Kong                  |
| 22 août 1966       | ---                               | Inde   | 0-1      | Singapour                  |
| 24 août 1966       | ---                               | Inde   | 1-0      | Taipei chinois             |
| 26 août 1966       | ---                               | Inde   | 0-1      | Sud-Vietnam                |
| 28 août 1966       | ---                               | Inde   | 0-1      | Corée du Sud               |
| 10 décembre 1966   | Bangkok Thailande                 | Inde   | 1-2      | Japon                      |
| 12 décembre 1966   | Bangkok Thailande                 | Inde   | 2-1      | Malaisie                   |
| 13 décembre 1966   | Bangkok Thailande                 | Inde   | 1-4      | Iran                       |
| 12 août 1967       | ---                               | Inde   | 1-1      | Thaïlande                  |
| 16 août 1967       | ---                               | Inde   | 4-0      | Hong Kong                  |
| 19 août 1967       | ---                               | Inde   | 0-0      | Malaisie                   |
| 20 août 1967       | ---                               | Inde   | 0-1      | Sud-Vietnam                |
| 22 août 1967       | ---                               | Inde   | 1-1      | Taipei chinois             |
| 26 août 1967       | ---                               | Inde   | 0-3      | Indonésie                  |
| 11 août 1968       | ---                               | Inde   | 1-2      | Malaisie                   |
| 12 août 1968       | ---                               | Inde   | 3-2      | Sud-Vietnam                |
| 14 août 1968       | ---                               | Inde   | 1-1      | Hong Kong                  |
| 15 août 1968       | ---                               | Inde   | 1-0      | Thaïlande                  |
| 18 août 1968       | ---                               | Inde   | 3-1      | Birmanie                   |
| 23 août 1968       | ---                               | Inde   | 0-1      | Corée du Sud               |
| 1er novembre 1969  | ---                               | Inde   | 0-6      | Birmanie                   |
| 3 novembre 1969    | ---                               | Inde   | 0-3      | Singapour                  |
| 8 novembre 1969    | ---                               | Inde   | 0-1      | Thaïlande                  |
| 30 juillet 1970    | ---                               | Inde   | 1-0      | Taipei chinois             |
| 1er août 1970      | ---                               | Inde   | 1-3      | Malaisie                   |
| 3 août 1970        | ---                               | Inde   | 0-2      | Birmanie                   |
| 9 août 1970        | ---                               | Inde   | 1-2      | Sud-Vietnam                |
| 13 août 1970       | ---                               | Inde   | 2-3      | Corée du Sud               |
| 15 août 1970       | ---                               | Inde   | 3-2      | Hong Kong                  |
| 12 décembre 1970   | Bangkok Thailande                 | Inde   | 2-0      | Sud-Vietnam                |
| 13 décembre 1970   | Bangkok Thailande                 | Inde   | 2-2      | Thaïlande                  |
| 16 décembre 1970   | Bangkok Thailande                 | Inde   | 0-3      | Indonésie                  |
| 17 décembre 1970   | Bangkok Thailande                 | Inde   | 0-1      | Japon                      |
| 18 décembre 1970   | Bangkok Thailande                 | Inde   | 0-2      | Birmanie                   |
| 19 décembre 1970   | Bangkok Thailande                 | Inde   | 1-0      | Japon                      |
| 6 août 1971        | ---                               | Inde   | 1-9      | Birmanie                   |
| 9 août 1971        | ---                               | Inde   | 2-2      | Singapour                  |
| 12 août 1971       | ---                               | Inde   | 1-3      | Indonésie                  |
| 16 août 1971       | ---                               | Inde   | 5-1      | Philippines                |
| 17 août 1971       | ---                               | Inde   | 1-2      | Hong Kong                  |
| 26 juillet 1973    | ---                               | Inde   | 2-1      | Sud-Vietnam                |
| 29 juillet 1973    | ---                               | Inde   | 0-0      | Corée du Sud               |
| 1er août 1973      | ---                               | Inde   | 3-0      | Cambodge                   |
| 4 août 1973        | ---                               | Inde   | 0-4      | Malaisie                   |
| ? août 1973        | ---                               | Inde   | 2-0      | Thaïlande                  |
| 10 août 1973       | ---                               | Inde   | 1-1(5-4) | Sud-Vietnam                |
| 23 juillet 1974    | ---                               | Inde   | 4-2      | Thaïlande                  |
| 25 juillet 1974    | ---                               | Inde   | 1-4      | Malaisie                   |
| 27 juillet 1974    | ---                               | Inde   | 2-2      | Hong Kong                  |
| 2 août 1974        | ---                               | Inde   | 2-4      | Indonésie                  |
| 3 septembre 1974   | Téhéran Iran                      | Inde   | 0-3      | Irak                       |
| 5 septembre 1974   | Téhéran Iran                      | Inde   | 1-4      | Corée du Nord              |
| 7 septembre 1974   | Téhéran Iran                      | Inde   | 1-7      | Taipei chinois             |
| 24 juillet 1976    | ---                               | Inde   | 1-1      | Afghanistan                |
| 8 août 1976        | ---                               | Inde   | 1-5      | Japon                      |
| 10 août 1976       | ---                               | Inde   | 1-5      | Malaisie                   |
| 11 août 1976       | ---                               | Inde   | 2-6      | Thaïlande                  |
| 13 août 1976       | ---                               | Inde   | 2-2      | Birmanie                   |
| 14 août 1976       | ---                               | Inde   | 1-3      | Indonésie                  |
| 16 août 1976       | ---                               | Inde   | 0-8      | Corée du Sud               |
| 1er septembre 1976 | ---                               | Inde   | 1-2      | Singapour                  |
| 13 septembre 1976  | ---                               | Inde   | 4-0      | Corée du Sud               |
| 19 septembre 1976  | ---                               | Inde   | 4-0      | Malaisie                   |
| 1er septembre 1977 | ---                               | Inde   | 0-4      | Thaïlande                  |
| 5 septembre 1977   | ---                               | Inde   | 0-3      | Corée du Sud               |
| 29 octobre 1977    | ---                               | Inde   | 1-0      | Corée du Sud               |
| 31 octobre 1977    | ---                               | Inde   | 1-1      | Thaïlande                  |
| 4 novembre 1977    | ---                               | Inde   | 2-1      | Singapour                  |
| 7 novembre 1977    | ---                               | Inde   | 2-1      | Indonésie                  |
| 10 novembre 1977   | ---                               | Inde   | 0-3      | Malaisie                   |
| 12 décembre 1978   | Bangkok Thailande                 | Inde   | 3-0      | Bangladesh                 |
| 14 décembre 1978   | Bangkok Thailande                 | Inde   | 0-1      | Malaisie                   |
| 16 décembre 1978   | Bangkok Thailande                 | Inde   | 1-6      | Koweït                     |
| 18 décembre 1978   | Bangkok Thailande                 | Inde   | 1-3      | Corée du Nord              |
| 20 décembre 1978   | Bangkok Thailande                 | Inde   | 0-3      | Irak                       |
| 1er septembre 1981 | ---                               | Inde   | 0-0      | Nouvelle-Zélande           |
| 3 septembre 1981   | ---                               | Inde   | 2-3      | Japon                      |
| 5 septembre 1981   | ---                               | Inde   | 0-2      | Émirats arabes unis        |
| 11 septembre 1981  | ---                               | Inde   | 1-0      | Indonésie                  |
| 15 septembre 1981  | ---                               | Inde   | 2-2      | Malaisie                   |
| 12 novembre 1981   | ---                               | Inde   | 1-1      | Corée du Nord              |
| 16 novembre 1981   | ---                               | Inde   | 0-6      | Corée du Sud               |
| 18 novembre 1981   | ---                               | Inde   | 1-3      | Thaïlande                  |
| 16 février 1982    | ---                               | Inde   | 1-1      | Chine                      |
| 18 février 1982    | ---                               | Inde   | 2-2      | Corée du Sud               |
| 25 février 1982    | ---                               | Inde   | 1-3      | Uruguay                    |
| 5 juin 1982        | ---                               | Inde   | 0-1      | Indonésie                  |
| 9 juin 1982        | ---                               | Inde   | 0-1      | Corée du Sud               |
| 13 juin 1982       | ---                               | Inde   | 0-0      | Bahreïn                    |
| 6 août 1982        | ---                               | Inde   | 0-0      | Thaïlande                  |
| 9 août 1982        | ---                               | Inde   | 0-1      | Ghana                      |
| 12 août 1982       | ---                               | Inde   | 0-3      | Singapour                  |
| 20 novembre 1982   | New Delhi Inde                    | Inde   | 2-0      | Bangladesh                 |
| 23 novembre 1982   | New Delhi Inde                    | Inde   | 1-0      | Malaisie                   |
| 26 novembre 1982   | New Delhi Inde                    | Inde   | 2-2      | Chine                      |
| 28 novembre 1982   | New Delhi Inde                    | Inde   | 0-1      | Arabie saoudite            |
| 1er octobre 1983   | ---                               | Inde   | 1-2      | Arabie saoudite            |
| 17 octobre 1983    | ---                               | Inde   | 1-2      | Singapour                  |
| 19 octobre 1983    | ---                               | Inde   | 4-0      | Indonésie                  |
| 22 octobre 1983    | ---                               | Inde   | 2-0      | Malaisie                   |
| 25 octobre 1983    | ---                               | Inde   | 0-2      | Malaisie                   |
| 29 octobre 1983    | ---                               | Inde   | 1-0      | Singapour                  |
| 31 octobre 1983    | ---                               | Inde   | 1-0      | Indonésie                  |
| 6 novembre 1983    | ---                               | Inde   | 0-5      | Arabie saoudite            |
| 11 janvier 1984    | ---                               | Inde   | 1-2      | Pologne                    |
| 14 janvier 1984    | ---                               | Inde   | 0-1      | Argentine                  |
| 24 janvier 1984    | ---                               | Inde   | 0-3      | Chine                      |
| 9 juin 1984        | ---                               | Inde   | 3-1      | Trinité-et-Tobago          |
| 11 juin 1984       | ---                               | Inde   | 0-3      | Trinité-et-Tobago          |
| 15 juin 1984       | ---                               | Inde   | 2-6      | Suriname                   |
| 17 juin 1984       | ---                               | Inde   | 1-4      | Suriname                   |
| 21 juin 1984       | ---                               | Inde   | 2-0      | Chine                      |
| 22 juin 1984       | ---                               | Inde   | 0-3      | Trinité-et-Tobago          |
| 23 juin 1984       | ---                               | Inde   | 1-0      | Algérie                    |
| 12 octobre 1984    | Calcutta Inde                     | Inde   | 4-0      | Yémen                      |
| 14 octobre 1984    | Calcutta Inde                     | Inde   | 2-1      | Malaisie                   |
| 17 octobre 1984    | Calcutta Inde                     | Inde   | 2-0      | Pakistan                   |
| 19 octobre 1984    | Calcutta Inde                     | Inde   | 0-1      | Corée du Sud               |
| 2 décembre 1984    | Singapour                         | Inde   | 0-2      | Singapour                  |
| 4 décembre 1984    | Singapour                         | Inde   | 0-2      | Émirats arabes unis        |
| 7 décembre 1984    | Singapour                         | Inde   | 0-0      | Iran                       |
| 9 décembre 1984    | Singapour                         | Inde   | 0-3      | Chine                      |
| 31 janvier 1985    | ---                               | Inde   | 0-1      | Maroc                      |
| 21 mars 1985       | ---                               | Inde   | 1-2      | Indonésie                  |
| 26 mars 1985       | ---                               | Inde   | 0-0      | Thaïlande                  |
| 30 mars 1985       | ---                               | Inde   | 2-1      | Bangladesh                 |
| 6 avril 1985       | ---                               | Inde   | 1-1      | Indonésie                  |
| 9 avril 1985       | ---                               | Inde   | 1-1      | Thaïlande                  |
| 12 avril 1985      | ---                               | Inde   | 2-1      | Bangladesh                 |
| 21 décembre 1985   | ---                               | Inde   | 2-0      | Népal                      |
| 21 décembre 1985   | ---                               | Inde   | 1-1(4-1) | Bangladesh                 |
| 25 janvier 1986    | ---                               | Inde   | 0-0      | Chine                      |
| 30 janvier 1986    | ---                               | Inde   | 0-1      | Pérou                      |
| 30 juin 1986       | ---                               | Inde   | 1-3      | Birmanie                   |
| 20 septembre 1986  | Busan Corée du Sud                | Inde   | 0-3      | Corée du Sud               |
| 22 septembre 1986  | Busan Corée du Sud                | Inde   | 1-2      | Chine                      |
| 26 septembre 1986  | Busan Corée du Sud                | Inde   | 0-3      | Bahreïn                    |
| 14 avril 1987      | ---                               | Inde   | 0-0      | Népal                      |
| 20 avril 1987      | ---                               | Inde   | 0-0      | Pakistan                   |
| 24 avril 1987      | ---                               | Inde   | 0-0      | Népal                      |
| 21 novembre 1987   | ---                               | Inde   | 0-0      | Pakistan                   |
| 23 novembre 1987   | ---                               | Inde   | 5-0      | Maldives                   |
| 26 novembre 1987   | ---                               | Inde   | 1-0      | Népal                      |
| 17 octobre 1988    | Émirats arabes unis               | Inde   | 0-0      | Bangladesh                 |
| 19 octobre 1988    | Émirats arabes unis               | Inde   | 0-1      | Thaïlande                  |
| 2 décembre 1988    | Émirats arabes unis               | Inde   | 0-1      | Yémen                      |
| 4 décembre 1988    | Émirats arabes unis               | Inde   | 0-3      | Émirats arabes unis        |
| 7 décembre 1988    | Émirats arabes unis               | Inde   | 1-1      | Chine                      |
| 23 octobre 1989    | ---                               | Inde   | 1-1      | Bangladesh                 |
| 25 octobre 1989    | ---                               | Inde   | 2-1      | Sri Lanka                  |
| 26 octobre 1989    | ---                               | Inde   | 2-1      | Népal                      |
| 17 janvier 1991    | ---                               | Inde   | 1-2      | Hongrie                    |
| 4 août 1991        | ---                               | Inde   | 1-1      | Oman                       |
| 8 août 1991        | ---                               | Inde   | 1-3      | Liban                      |
| 11 août 1991       | ---                               | Inde   | 0-1      | Syrie                      |
| 14 août 1991       | ---                               | Inde   | 1-2      | Koweït                     |
| 22 décembre 1991   | ---                               | Inde   | 0-0      | Pakistan                   |
| 26 décembre 1991   | ---                               | Inde   | 1-2      | Bangladesh                 |
| 5 juillet 1992     | ---                               | Inde   | 0-3      | Iran                       |
| 7 juillet 1992     | ---                               | Inde   | 2-0      | Pakistan                   |
| 20 janvier 1993    | ---                               | Inde   | 0-0      | Finlande                   |
| 24 janvier 1993    | ---                               | Inde   | 1-1      | Cameroun                   |
| 26 janvier 1993    | ---                               | Inde   | 0-2      | Finlande                   |
| 30 janvier 1993    | ---                               | Inde   | 2-2      | Cameroun                   |
| 7 mai 1993         | ---                               | Inde   | 2-2      | Liban                      |
| 11 mai 1993        | ---                               | Inde   | 1-2      | Hong Kong                  |
| 13 mai 1993        | ---                               | Inde   | 0-3      | Corée du Sud               |
| 15 mai 1993        | ---                               | Inde   | 1-2      | Bahreïn                    |
| 7 juin 1993        | ---                               | Inde   | 0-3      | Bahreïn                    |
| 9 juin 1993        | ---                               | Inde   | 0-7      | Corée du Sud               |
| 11 juin 1993       | ---                               | Inde   | 1-2      | Liban                      |
| 13 juin 1993       | ---                               | Inde   | 3-1      | Hong Kong                  |
| 16 juillet 1993    | Lahore Pakistan                   | Inde   | 2-0      | Sri Lanka                  |
| 21 juillet 1993    | Lahore Pakistan                   | Inde   | 1-0      | Népal                      |
| 23 juillet 1993    | Lahore Pakistan                   | Inde   | 1-1      | Pakistan                   |
| 22 décembre 1993   | Lahore Pakistan                   | Inde   | 2-0      | Sri Lanka                  |
| 24 décembre 1993   | Lahore Pakistan                   | Inde   | 2-2      | Pakistan                   |
| 26 décembre 1993   | Lahore Pakistan                   | Inde   | 2-2(3-4) | Népal                      |
| 14 septembre 1994  | ---                               | Inde   | 4-2      | Bangladesh                 |
| 18 septembre 1994  | ---                               | Inde   | 0-2      | Yémen                      |
| 21 septembre 1994  | ---                               | Inde   | 1-4      | Oman                       |
| 23 septembre 1994  | ---                               | Inde   | 0-2      | Yémen                      |
| 10 mars 1994       | ---                               | Inde   | 0-5      | Thaïlande                  |
| 12 mars 1994       | ---                               | Inde   | 1-1      | Irak                       |
| 29 mars 1994       | Colombo Sri Lanka                 | Inde   | 2-2      | Sri Lanka                  |
| 31 mars 1994       | Colombo Sri Lanka                 | Inde   | 0-0(4-2) | Bangladesh                 |
| 2 avril 1994       | Colombo Sri Lanka                 | Inde   | 0-1      | Sri Lanka                  |
| 11 octobre 1994    | ---                               | Inde   | 1-2      | Pakistan                   |
| 18 octobre 1994    | ---                               | Inde   | 2-3      | Oman                       |
| 22 octobre 1994    | ---                               | Inde   | 3-1      | Pakistan                   |
| 29 octobre 1994    | ---                               | Inde   | 1-2      | Oman                       |
| 23 décembre 1994   | ---                               | Inde   | 1-0      | Sri Lanka                  |
| 25 décembre 1994   | ---                               | Inde   | 3-0      | Népal                      |
| 4 mars 1996        | Kuala Lumpur Malaisie             | Inde   | 1-7      | Indonésie                  |
| 6 mars 1996        | Kuala Lumpur Malaisie             | Inde   | 2-5      | Malaisie                   |
| 21 septembre 1996  | ---                               | Inde   | 2-0      | Philippines                |
| 24 septembre 1996  | ---                               | Inde   | 1-1      | Sri Lanka                  |
| 27 septembre 1996  | ---                               | Inde   | 0-6      | Qatar                      |
| 1er avril 1997     | ---                               | Inde   | 0-0      | Chine                      |
| 6 avril 1997       | ---                               | Inde   | 0-1      | Irak                       |
| 10 avril 1997      | ---                               | Inde   | 1-1(2-4) | Irak                       |
| 11 avril 1997      | ---                               | Inde   | 1-2      | Chine                      |
| 7 septembre 1997   | Katmandou Népal                   | Inde   | 3-0      | Bangladesh                 |
| 9 septembre 1997   | Katmandou Népal                   | Inde   | 2-2      | Maldives                   |
| 11 septembre 1997  | Katmandou Népal                   | Inde   | 2-0      | Pakistan                   |
| 13 septembre 1997  | Katmandou Népal                   | Inde   | 5-1      | Maldives                   |
| 17 novembre 1998   | ---                               | Inde   | 2-1      | Maldives                   |
| 19 novembre 1998   | ---                               | Inde   | 2-2      | Sri Lanka                  |
| 21 novembre 1998   | ---                               | Inde   | 3-2      | Sri Lanka                  |
| 3 décembre 1998    | Trang Thailande                   | Inde   | 0-1      | Japon                      |
| 5 décembre 1998    | Trang Thailande                   | Inde   | 1-0      | Népal                      |
| 7 décembre 1998    | Bangkok Thailande                 | Inde   | 2-3      | Turkménistan               |
| 9 décembre 1998    | Bangkok Thailande                 | Inde   | 0-2      | Ouzbékistan                |
| 11 décembre 1998   | Bangkok Thailande                 | Inde   | 0-2      | Corée du Nord              |
| 22 avril 1999      | Gao Inde                          | Inde   | 0-0      | Bangladesh                 |
| 26 avril 1999      | Gao Inde                          | Inde   | 2-0      | Pakistan                   |
| 29 avril 1999      | Gao Inde                          | Inde   | 2-1      | Maldives                   |
| 1er mai 1999       | Gao Inde                          | Inde   | 2-0      | Bangladesh                 |
| 17 juillet 1999    | ---                               | Inde   | 0-2      | Thaïlande                  |
| 24 juillet 1999    | ---                               | Inde   | 0-0      | Thaïlande                  |
| 26 septembre 1999  | ---                               | Inde   | 5-2      | Pakistan                   |
| 30 septembre 1999  | ---                               | Inde   | 4-0      | Népal                      |
| 2 octobre 1999     | ---                               | Inde   | 0-1      | Bangladesh                 |
| 4 octobre 1999     | ---                               | Inde   | 3-1      | Maldives                   |
| 21 novembre 1999   | ---                               | Inde   | 1-3      | Émirats arabes unis        |
| 25 novembre 1999   | ---                               | Inde   | 2-3      | Ouzbékistan                |
| 27 novembre 1999   | ---                               | Inde   | 3-1      | Sri Lanka                  |
| 29 novembre 1999   | ---                               | Inde   | 2-2      | Bangladesh                 |
| 2 mai 2000         | ---                               | Inde   | 1-1      | Bangladesh                 |
| 5 mai 2000         | ---                               | Inde   | 0-1      | Sri Lanka                  |
| 8 mai 2000         | ---                               | Inde   | 1-0      | Maldives                   |
| 29 juillet 2000    | ---                               | Inde   | 1-0      | Bangladesh                 |
| 13 janvier 2001    | ---                               | Inde   | 0-3      | Islande                    |
| 8 avril 2001       | ---                               | Inde   | 1-0      | Émirats arabes unis        |
| 15 avril 2001      | ---                               | Inde   | 1-1      | Yémen                      |
| 26 avril 2001      | ---                               | Inde   | 0-1      | Émirats arabes unis        |
| 4 mai 2001         | ---                               | Inde   | 3-3      | Yémen                      |
| 12 mai 2001        | ---                               | Inde   | 1-0      | Brunei                     |
| 20 mai 2001        | ---                               | Inde   | 5-0      | Brunei                     |
| 26 juin 2001       | ---                               | Inde   | 1-2      | Ouzbékistan                |
| 10 juillet 2002    | ---                               | Inde   | 4-1      | Bhoutan                    |
| 12 juillet 2002    | ---                               | Inde   | 0-0      | Tadjikistan                |
| 14 juillet 2002    | ---                               | Inde   | 4-0      | Kirghizistan               |
| 29 août 2002       | ---                               | Inde   | 2-3      | Jamaïque                   |
| 1er septembre 2002 | ---                               | Inde   | 0-3      | Jamaïque                   |
| 16 octobre 2002    | ---                               | Inde   | 6-0      | Bangladesh                 |
| 19 octobre 2002    | ---                               | Inde   | 1-2      | Japon                      |
| 22 octobre 2002    | ---                               | Inde   | 0-4      | Arabie saoudite            |
| 25 octobre 2002    | ---                               | Inde   | 0-7      | Corée du Sud               |
| 10 janvier 2003    | Dacca Bangladesh                  | Inde   | 0-1      | Pakistan                   |
| 12 janvier 2003    | Dacca Bangladesh                  | Inde   | 4-0      | Afghanistan                |
| 14 janvier 2003    | Dacca Bangladesh                  | Inde   | 1-1      | Sri Lanka                  |
| 18 janvier 2003    | Dacca Bangladesh                  | Inde   | 2-1      | Bangladesh                 |
| 20 janvier 2003    | Dacca Bangladesh                  | Inde   | 2-1      | Pakistan                   |
| 24 mars 2003       | ---                               | Inde   | 0-2      | Corée du Nord              |
| 30 mars 2003       | ---                               | Inde   | 1-1      | Corée du Nord              |
| 5 avril 2003       | ---                               | Inde   | 0-2      | Turkménistan               |
| 15 avril 2003      | ---                               | Inde   | 1-0      | Turkménistan               |
| 16 octobre 2003    | ---                               | Inde   | 0-2      | Thaïlande                  |
| 19 octobre 2003    | ---                               | Inde   | 0-0      | Kirghizistan               |
| 23 octobre 2003    | ---                               | Inde   | 0-2      | Turkménistan               |
| 18 février 2004    | ---                               | Inde   | 1-0      | Singapour                  |
| 31 mars 2004       | ---                               | Inde   | 1-5      | Oman                       |
| 3 juin 2004        | ---                               | Inde   | 1-1      | Indonésie                  |
| 9 juin 2004        | ---                               | Inde   | 0-7      | Japon                      |
| 22 août 2004       | ---                               | Inde   | 2-1      | Birmanie                   |
| 24 août 2004       | ---                               | Inde   | 1-2      | Vietnam                    |
| 8 septembre 2004   | ---                               | Inde   | 0-4      | Japon                      |
| 26 septembre 2004  | ---                               | Inde   | 1-2      | Syrie                      |
| 28 septembre 2004  | ---                               | Inde   | 1-2      | Ouzbékistan                |
| 30 septembre 2004  | ---                               | Inde   | 0-1      | Laos                       |
| 13 octobre 2004    | ---                               | Inde   | 0-2      | Singapour                  |
| 5 novembre 2004    | ---                               | Inde   | 3-2      | Koweït                     |
| 17 novembre 2004   | ---                               | Inde   | 0-0      | Oman                       |
| 12 juin 2005       | ---                               | Inde   | 1-1      | Pakistan                   |
| 16 juin 2005       | ---                               | Inde   | 1-0      | Pakistan                   |
| 18 juin 2005       | ---                               | Inde   | 0-3      | Pakistan                   |
| 12 août 2005       | ---                               | Inde   | 0-1      | Fidji                      |
| 14 août 2005       | ---                               | Inde   | 1-2      | Fidji                      |
| 8 décembre 2005    | Karachi Pakistan                  | Inde   | 2-1      | Népal                      |
| 10 décembre 2005   | Karachi Pakistan                  | Inde   | 3-0      | Bhoutan                    |
| 12 décembre 2005   | Karachi Pakistan                  | Inde   | 1-1      | Bangladesh                 |
| 14 décembre 2005   | Karachi Pakistan                  | Inde   | 1-0      | Maldives                   |
| 17 décembre 2005   | Islamamad Pakistan                | Inde   | 2-0      | Bangladesh                 |
| 22 février 2006    | Yokohama Japon                    | Inde   | 0-6      | Japon                      |
| 1er mars 2006      | New Delhi Inde                    | Inde   | 0-3      | Yémen                      |
| 16 août 2006       | Calcutta Inde                     | Inde   | 0-3      | Arabie saoudite            |
| 9 septembre 2006   | Djeddah Arabie Saoudite           | Inde   | 1-7      | Arabie saoudite            |
| 11 octobre 2006    | Bangalore Inde                    | Inde   | 0-3      | Japon                      |
| 29 octobre 2006    | ---                               | Inde   | 1-1      | Kirghizistan               |
| 31 octobre 2006    | ---                               | Inde   | 2-3      | Jordanie                   |
| 2 novembre 2006    | ---                               | Inde   | 0-3      | Corée du Sud               |
| 15 novembre 2006   | Sana'a Yemen                      | Inde   | 1-2      | Yémen                      |
| 17 août 2007       | New Delhi Inde                    | Inde   | 6-0      | Cambodge                   |
| 20 août 2007       | New Delhi Inde                    | Inde   | 1-0      | Bangladesh                 |
| 23 août 2007       | New Delhi Inde                    | Inde   | 2-3      | Syrie                      |
| 26 août 2007       | New Delhi Inde                    | Inde   | 3-0      | Kirghizistan               |
| 29 août 2007       | New Delhi Inde                    | Inde   | 1-0      | Syrie                      |
| 8 octobre 2007     | ---                               | Inde   | 1-4      | Liban                      |
| 30 octobre 2007    | ---                               | Inde   | 2-2      | Liban                      |
| 24 mai 2008        | ---                               | Inde   | 3-0      | Taipei chinois             |
| 27 mai 2008        | ---                               | Inde   | 2-2      | Taipei chinois             |
| 3 juin 2008        | Malé Maldives                     | Inde   | 4-0      | Népal                      |
| 15 juin 2008       | Malé Maldives                     | Inde   | 2-1      | Pakistan                   |
| 7 juin 2008        | Malé Maldives                     | Inde   | 1-0      | Maldives                   |
| 11 juin 2008       | Malé Maldives                     | Inde   | 2-1      | Bhoutan                    |
| 14 juin 2008       | Colombo Sri Lanka                 | Inde   | 0-1      | Maldives                   |
| 22 juillet 2008    | ---                               | Inde   | 1-1      | Malaisie                   |
| 30 juillet 2008    | Hyderabad Inde                    | Inde   | 1-0      | Afghanistan                |
| 1er août 2008      | Hyderabad Inde                    | Inde   | 1-1      | Tadjikistan                |
| 3 août 2008        | Hyderabad Inde                    | Inde   | 2-1      | Turkménistan               |
| 7 août 2008        | Hyderabad Inde                    | Inde   | 1-0      | Birmanie                   |
| 13 août 2008       | New Delhi Inde                    | Inde   | 4-1      | Tadjikistan                |
| 14 janvier 2009    | ---                               | Inde   | 1-2      | Hong Kong                  |
| 19 août 2009       | New Delhi Inde                    | Inde   | 0-1      | Liban                      |
| 23 août 2009       | New Delhi Inde                    | Inde   | 2-1      | Kirghizistan               |
| 26 août 2009       | New Delhi Inde                    | Inde   | 3-1      | Sri Lanka                  |
| 29 août 2009       | New Delhi Inde                    | Inde   | 0-1      | Syrie                      |
| 31 août 2009       | New Delhi Inde                    | Inde   | 1-1(5-4) | Syrie                      |
| 4 septembre 2010   | ---                               | Inde   | 0-1      | Thaïlande                  |
| 8 septembre 2010   | ---                               | Inde   | 1-2      | Thaïlande                  |
| 15 septembre 2010  | ---                               | Inde   | 2-0      | Namibie                    |
| 4 octobre 2010     | ---                               | Inde   | 0-1      | Hong Kong                  |
| 8 octobre 2010     | ---                               | Inde   | 3-1      | Vietnam                    |
| 13 octobre 2010    | ---                               | Inde   | 3-6      | Yémen                      |
| 11 novembre 2010   | ---                               | Inde   | 0-2      | Irak                       |
| 14 novembre 2010   | ---                               | Inde   | 1-9      | Koweït                     |
| 18 novembre 2010   | ---                               | Inde   | 0-5      | Émirats arabes unis        |
| 10 janvier 2011    | Doha Qatar                        | Inde   | 0-4      | Australie                  |
| 14 janvier 2011    | Doha Qatar                        | Inde   | 2-5      | Bahreïn                    |
| 18 janvier 2011    | Doha Qatar                        | Inde   | 1-4      | Corée du Sud               |
| 21 mars 2011       | Petaling Jaya Malaisie            | Inde   | 3-0      | Taipei chinois             |
| 23 mars 2011       | Petaling Jaya Malaisie            | Inde   | 3-1      | Pakistan                   |
| 25 mars 2011       | Petaling Jaya Malaisie            | Inde   | 1-1      | Turkménistan               |
| 10 juillet 2011    | Malé Maldives                     | Inde   | 1-1      | Maldives                   |
| 27 juillet 2011    | Doha Qatar                        | Inde   | 2-1      | Qatar                      |
| 23 juillet 2011    | Al-Aïn Emirats arabes unis        | Inde   | 0-3      | Émirats arabes unis        |
| 28 juillet 2011    | New Delhi Inde                    | Inde   | 2-2      | Émirats arabes unis        |
| 8 octobre 2011     | Port d'espagne Trinidad et Tobago | Inde   | 0-3      | Trinité-et-Tobago          |
| 13 octobre 2011    | Providence Guyana                 | Inde   | 1-2      | Guyana                     |
| 11 novembre 2011   | Guwahati Inde                     | Inde   | 1-1      | Malaisie                   |
| 14 novembre 2011   | Calcutta Inde                     | Inde   | 3-2      | Malaisie                   |
| 18 novembre 2011   | Gao Inde                          | Inde   | 0-5      | Zambie                     |
| 3 décembre 2011    | New Delhi Inde                    | Inde   | 1-1      | Afghanistan                |
| 5 décembre 2011    | New Delhi Inde                    | Inde   | 5-0      | Bhoutan                    |
| 7 décembre 2011    | New Delhi Inde                    | Inde   | 3-0      | Sri Lanka                  |
| 9 décembre 2011    | New Delhi Inde                    | Inde   | 3-1      | Maldives                   |
| 11 décembre 2011   | New Delhi Inde                    | Inde   | 4-0      | Afghanistan                |
| 23 février 2012    | Muscat Oman                       | Inde   | 1-5      | Oman                       |
| 27 février 2012    | Dubai Emirats arabes unis         | Inde   | 0-3      | Azerbaïdjan                |
| 9 mai 2012         | Katmandou Népal                   | Inde   | 0-2      | Tadjikistan                |
| 11 mai 2012        | Katmandou Népal                   | Inde   | 0-2      | Philippines                |
| 13 mai 2012        | Katmandou Népal                   | Inde   | 0-4      | Corée du Nord              |
| 22 août 2012       | New Delhi Inde                    | Inde   | 2-1      | Syrie                      |
| 25 août 2012       | New Delhi Inde                    | Inde   | 3-0      | Maldives                   |
| 28 août 2012       | New Delhi Inde                    | Inde   | 0-0      | Népal                      |
| 31 août 2012       | New Delhi Inde                    | Inde   | 0-1      | Cameroun                   |
| 2 septembre 2012   | New Delhi Inde                    | Inde   | 2-2(5-4) | Cameroun                   |
| 16 octobre 2012    | Singapour                         | Inde   | 0-2      | Singapour                  |
| 6 février 2013     | Cochin Inde                       | Inde   | 2-4      | Palestine                  |
| 2 mars 2013        | Rangoun Birmanie                  | Inde   | 2-1      | Taipei chinois             |
| 4 mars 2013        | Rangoun Birmanie                  | Inde   | 4-0      | Guam                       |
| 6 mars 2013        | Rangoun Birmanie                  | Inde   | 0-1      | Birmanie                   |
| 14 août 2013       | Khodjent Tadjikistan              | Inde   | 0-3      | Tadjikistan                |
| 1er septembre 2013 | Katmandou Népal                   | Inde   | 1-0      | Pakistan                   |
| 3 septembre 2013   | Katmandou Népal                   | Inde   | 1-1      | Bangladesh                 |
| 5 septembre 2013   | Katmandou Népal                   | Inde   | 1-2      | Népal                      |
| 9 septembre 2013   | Katmandou Népal                   | Inde   | 1-0      | Maldives                   |
| 11 septembre 2013  | Katmandou Népal                   | Inde   | 0-2      | Afghanistan                |
| 15 novembre 2013   | Siliguri Inde                     | Inde   | 1-1      | Philippines                |
| 19 novembre 2013   | Siliguri Inde                     | Inde   | 2-0      | Népal                      |
| 5 mars 2014        | Goa Inde                          | Inde   | 2-2      | Bangladesh                 |
| 6 octobre 2014     | Siliguri Inde                     | Inde   | 2-3      | Palestine                  |
| 12 mars 2015       | Guwahati Inde                     | Inde   | 2-0      | Népal                      |
| 17 mars 2015       | Katmandou Népal                   | Inde   | 0-0      | Népal                      |
| 11 juin 2015       | Bangalore Inde                    | Inde   | 1-2      | Oman                       |
| 16 juin 2015       | Dededo Guam                       | Inde   | 1-2      | Guam                       |
| 31 août 2015       | Pune Inde                         | Inde   | 0-0      | Népal                      |
| 8 septembre 2015   | Bangalore Inde                    | Inde   | 0-3      | Iran                       |
| 8 octobre 2015     | Achgabat Turkménistan             | Inde   | 1-2      | Turkménistan               |
| 13 octobre 2015    | Muscat Oman                       | Inde   | 0-3      | Oman                       |
| 12 novembre 2015   | Bangalore Inde                    | Inde   | 1-0      | Guam                       |
| 25 décembre 2015   | Kariavattom Inde                  | Inde   | 2-0      | Sri Lanka                  |
| 27 décembre 2015   | Kariavattom Inde                  | Inde   | 4-1      | Népal                      |
| 31 décembre 2015   | Kariavattom Inde                  | Inde   | 3-2      | Maldives                   |
| 3 janvier 2016     | Kariavattom Inde                  | Inde   | 2-1      | Afghanistan                |
| 24 mars 2016       | Téhéran Iran                      | Inde   | 0-4      | Iran                       |
| 29 mars 2016       | New Delhi Inde                    | Inde   | 1-2      | Turkménistan               |
| 2 juin 2016        | Vientiane Laos                    | Inde   | 1-0      | Laos                       |
| 7 juin 2016        | Guwahati Inde                     | Inde   | 6-1      | Laos                       |
| 13 août 2016       | Thimphou Bhoutan                  | Inde   | 3-0      | Bhoutan                    |
| 3 septembre 2016   | Bombay Inde                       | Inde   | 4-1      | Porto Rico                 |
| 22 mars 2017       | Phnom Penh Cambodge               | Inde   | 3-2      | Cambodge                   |
| 28 mars 2017       | Rangoun Birmanie                  | Inde   | 1-0      | Birmanie                   |
| 6 juin 2017        | Bombay Inde                       | Inde   | 2-0      | Népal                      |
| 13 juin 2017       | Bangalore Inde                    | Inde   | 1-0      | Kirghizistan               |
| 19 août 2017       | Bombay Inde                       | Inde   | 2-1      | Maurice                    |
| 24 août 2017       | Bombay Inde                       | Inde   | 1-1      | Saint-Christophe-et-Niévès |
| 5 septembre 2017   | Taipa Macao                       | Inde   | 2-0      | Macao                      |
| 11 octobre 2017    | Bangalore Inde                    | Inde   | 4-1      | Macao                      |
| 14 novembre 2017   | Margao Inde                       | Inde   | 2-2      | Birmanie                   |
| 27 mars 2018       | Bishkek Kirghizistan              | Inde   | 1-2      | Kirghizistan               |
| 1er juin 2018      | Bombay Inde                       | Inde   | 5-0      | Taipei chinois             |
| 4 juin 2018        | Bombay Inde                       | Inde   | 3-0      | Kenya                      |
| 7 juin 2018        | Bombay Inde                       | Inde   | 1-2      | Nouvelle-Zélande           |
| 10 juin 2018       | Bombay Inde                       | Inde   | 2-0      | Kenya                      |
| 5 septembre 2018   | Dacca Bangladesh                  | Inde   | 2-0      | Sri Lanka                  |
| 9 septembre 2018   | Dacca Bangladesh                  | Inde   | 2-0      | Maldives                   |
| 12 septembre 2018  | Dacca Bangladesh                  | Inde   | 3-1      | Pakistan                   |
| 15 septembre 2018  | Dacca Bangladesh                  | Inde   | 1-2      | Maldives                   |
| 13 octobre 2018    | Suzhou Chine                      | Inde   | 0-0      | Chine                      |
| 17 novembre 2018   | Amman Jordanie                    | Inde   | 1-2      | Jordanie                   |
| 27 décembre 2018   | Abou Dabi Émirats arabes unis     | Inde   | 0-0      | Oman                       |
| 6 janvier 2019     | Abou Dabi Émirats arabes unis     | Inde   | 4-1      | Thaïlande                  |
| 10 janvier 2019    | Abou Dabi Émirats arabes unis     | Inde   | 0-2      | Émirats arabes unis        |
| 14 janvier 2019    | Charjah Émirats arabes unis       | Inde   | 0-1      | Bahreïn                    |
| 5 juin 2019        | Buriram Thaïlande                 | Inde   | 1-3      | Curaçao                    |
| 8 juin 2019        | Buriram Thaïlande                 | Inde   | 1-0      | Thaïlande                  |
| 7 juillet 2019     | Ahmedabad Inde                    | Inde   | 2-4      | Tadjikistan                |
| 13 juillet 2019    | Ahmedabad Inde                    | Inde   | 2-5      | Corée du Nord              |
| 16 juillet 2019    | Ahmedabad Inde                    | Inde   | 1-1      | Syrie                      |
| 5 septembre 2019   | Guwahati Inde                     | Inde   | 1-2      | Oman                       |
| 10 septembre 2019  | Doha Qatar                        | Inde   | 0-0      | Qatar                      |
| 15 octobre 2019    | Calcutta Inde                     | Inde   | 1-1      | Bangladesh                 |
| 14 novembre 2019   | Douchanbé Tadjikistan             | Inde   | 1-1      | Afghanistan                |
| 19 novembre 2019   | Mascate Oman                      | Inde   | 0-1      | Oman                       |
| 25 mars 2021       | Dubaï Émirats arabes unis         | Inde   | 1-1      | Oman                       |
| 29 mars 2021       | Dubaï Émirats arabes unis         | Inde   | 0-6      | Émirats arabes unis        |
| 3 juin 2021        | Doha Qatar                        | Inde   | 0-1      | Qatar                      |
| 7 juin 2021        | Doha Qatar                        | Inde   | 2-0      | Bangladesh                 |
| 15 juin 2021       | Doha Qatar                        | Inde   | 1-1      | Afghanistan                |
| 2 septembre 2021   | Katmandou Népal                   | Inde   | 1-1      | Népal                      |
| 5 septembre 2021   | Katmandou Népal                   | Inde   | 2-1      | Népal                      |
| 4 octobre 2021     | Malé Maldives                     | Inde   | 1-1      | Bangladesh                 |
| 7 octobre 2021     | Malé Maldives                     | Inde   | 0-0      | Sri Lanka                  |
| 10 octobre 2021    | Malé Maldives                     | Inde   | 1-0      | Népal                      |
| 13 octobre 2021    | Malé Maldives                     | Inde   | 3-1      | Maldives                   |
| 16 octobre 2021    | Malé Maldives                     | Inde   | 3-0      | Népal                      |
| 23 mars 2022       | Muharraq Bahreïn                  | Inde   | 1-2      | Bahreïn                    |
| 26 mars 2022       | Riffa Bahreïn                     | Inde   | 0-3      | Biélorussie                |
| 28 mai 2022        | Doha Qatar                        | Inde   | 0-2      | Jordanie                   |
| 8 juin 2022        | Calcutta Inde                     | Inde   | 2-0      | Cambodge                   |
| 11 juin 2022       | Calcutta Inde                     | Inde   | 2-1      | Afghanistan                |
| 14 juin 2022       | Calcutta Inde                     | Inde   | 4-0      | Hong Kong                  |
| 24 septembre 2022  | Hô Chi Minh-Ville Viêt Nam        | Inde   | 1-1      | Singapour                  |
| 27 septembre 2022  | Hô Chi Minh-Ville Viêt Nam        | Inde   | 0-3      | Vietnam                    |
| 22 mars 2023       | Imphāl Inde                       | Inde   | 1-0      | Birmanie                   |
| 28 mars 2023       | Imphāl Inde                       | Inde   | 2-0      | Kirghizistan               |
| 9 juin 2023        | Bhubaneswar Inde                  | Inde   | 2-0      | Mongolie                   |
| 12 juin 2023       | Bhubaneswar Inde                  | Inde   | 1-0      | Vanuatu                    |
| 15 juin 2023       | Bhubaneswar Inde                  | Inde   | 0-0      | Liban                      |
| 18 juin 2023       | Bhubaneswar Inde                  | Inde   | 2-0      | Liban                      |
| 21 juin 2023       | Bangalore Inde                    | Inde   | 4-0      | Pakistan                   |
| 24 juin 2023       | Bangalore Inde                    | Inde   | 2-0      | Népal                      |
| 27 juin 2023       | Bangalore Inde                    | Inde   | 1-1      | Koweït                     |
| 1er juillet 2023   | Bangalore Inde                    | Inde   | 0-0(4-2) | Liban                      |
| 4 juillet 2023     | Bangalore Inde                    | Inde   | 1-1(5-4) | Koweït                     |
| 7 septembre 2023   | Chiang Mai Thaïlande              | Inde   | 2-2(4-5) | Irak                       |
| 10 septembre 2023  | Chiang Mai Thaïlande              | Inde   | 0-1      | Liban                      |
| 13 octobre 2023    | Kuala Lumpur Malaisie             | Inde   | 2-4      | Malaisie                   |
| 16 novembre 2023   | Koweït                            | Inde   | 1-0      | Koweït                     |
| 21 novembre 2023   | Bhubaneswar Inde                  | Inde   | 0-3      | Qatar                      |
| 13 janvier 2024    | Al Rayyan Qatar                   | Inde   | 0-2      | Australie                  |
| 18 janvier 2024    | Al Rayyan Qatar                   | Inde   | 0-3      | Ouzbékistan                |
| 23 janvier 2024    | Al-Khor Qatar                     | Inde   | 0-1      | Syrie                      |
| 21 mars 2024       | Abha Arabie saoudite              | Inde   | 0-0      | Afghanistan                |
| 26 mars 2024       | Guwahati Inde                     | Inde   | 1-2      | Afghanistan                |
| 6 juin 2024        | Calcutta Inde                     | Inde   | 0-0      | Koweït                     |
| 11 juin 2024       | Doha Qatar                        | Inde   | 1-2      | Qatar                      |
| 3 septembre 2024   | Hyderabad Inde                    | Inde   | 0-0      | Maurice                    |
| 9 septembre 2024   | Hyderabad Inde                    | Inde   | 0-3      | Syrie                      |
| 12 octobre 2024    | Nam Định Viêt Nam                 | Inde   | 1-1      | Vietnam                    |
| 18 novembre 2024   | Hyderabad Inde                    | Inde   | 1-1      | Malaisie                   |
| 19 mars 2025       | Shillong Inde                     | Inde   | 3-0      | Maldives                   |
| 25 mars 2025       | Shillong Inde                     | Inde   | 0-0      | Bangladesh                 |
| 4 juin 2025        | Bangkok Thaïlande                 | Inde   | 0-2      | Thaïlande                  |
| 10 juin 2025       | Hong Kong                         | Inde   | 0-1      | Hong Kong                  |
| 29 août 2025       | Hisor Tadjikistan                 | Inde   |          | Tadjikistan                |
| 1er septembre 2025 | Hisor Tadjikistan                 | Inde   |          | Iran                       |
| 4 septembre 2025   | Hisor Tadjikistan                 | Inde   |          | Afghanistan                |
| 9 octobre 2025     | Singapour                         | Inde   |          | Singapour                  |
| 14 octobre 2025    | Bangalore Inde                    | Inde   |          | Singapour                  |
| 18 novembre 2025   | Dacca Bangladesh                  | Inde   |          | Bangladesh                 |
| 31 mars 2026       | Inde                              | Inde   |          | Hong Kong                  |